# Stibadium corazona
Stibadium corazona är en fjärilsart som beskrevs av William Schaus 1898. Stibadium corazona ingår i släktet Stibadium och familjen nattflyn. Inga underarter finns listade i Catalogue of Life.